# Саґан Тосу
Саґан Тосу (яп. サガン鳥栖, Саґан Тосу) — японський футбольний клуб з міста Тосу, який виступає в Джей-лізі.